# Giao linh
Giao linh hay cứt mọt (Zollingeria dongnaiensis) là một loài thực vật thuộc họ Sapindaceae. Loài này có ở Thái Lan và Việt Nam. Loài thực vật này được sử dụng trong sản xuất xà phòng, dầu gội và mỹ phẩm.